# Paul Guilfoyle
Paul Guilfoyle (Canton (Massachusetts), 28 april 1949) is een Amerikaanse televisie- en filmacteur bekend door zijn rol als Captain Jim Brass in 317 afleveringen van de zich in Las Vegas afspelende televisieserie CSI.
Hij bezocht de Boston College High School en Lehigh University in 1972. Hij is getrouwd met Lisa Giobbi en heeft met haar één kind.
Guilfoyle trad op in Howard The Duck en in een vroege episode van Crime Story als een crimineel. Hij speelde gast-rollen in Miami Vice, Law & Order, New York Undercover en Ally McBeal. En trad op in twee films met Harrison Ford: Air Force One (1997) en Random Hearts (1999).

## Film
- Next Door (1975)
- The Murderer  - als Brock (1976)
- The Dark End of the Street (1981)
- Howard the Duck - als Luitenant Welcker (1986)
- Billy Galvin - als Nolan (1986)
- Beverly Hills Cop II - als Nikos Thomopolis (1987)
- 3 Men and a Baby - als Vince (1987)
- Wall Street - als Stone Livingston (1987)
- The Serpent and the Rainbow - als Andrew Cassedy (1988)
- Big Time - als Ted (1989)
- Dealers - als Lee Peters (1989)
- The Local Stigmatic - als Ray (1990)
- Cadillac Man - als Little Jack Turgeon (1990)
- True Colors - als John Laury (1991)
- Final Analysis - als Mike O'Brien (1992)
- Hoffa - als Ted Harmon (1992)
- Naked in New York - als Roman, Jake's vader (1993)
- The Night We Never Met - als Sparrow's Nest Verkoper (1993)
- Mrs. Doubtfire - als Chef-kok (1993)
- Mother's Boys - als Mark Kaplan, Roberts advocaat (1994)
- Little Odessa - als Boris Volkoff (1994)
- Quiz Show - als Lishman (1994)
- Gospa - als Miodrag Dobrovic (1995)
- Cafe Society - als Anthony Liebler (1995)
- Manny & Lo - als Landhuis Eigenaar (1996)
- Un Divan à New York - als Dennis (1996)
- Celtic Pride - als Kevin O'Grady (1996)
- Heaven's Prisoners - als Det. Magelli (1996)
- Striptease - als Malcolm Moldovsky (1996)
- Extreme Measures - als Dr. Jeffrey Manko (1996)
- Night Falls on Manhattan - als McGovern (1996)
- Ransom - als Wallace (1996)
- L.A. Confidential - als Mickey Cohen (1997)
- Air Force One - als Stafchef Lloyd Shepherd (1997)
- Amistad - als Advocaat (1997)
- Peppermills - als Eigenaar Restaurant (1998)
- Primary Colors - als Howard Ferguson (1998)
- The Negotiator - als Nathan Roenick (1998)
- One Tough Cop - als Frankie 'Hot' Salvino (1998)
- In Dreams - als Detective Jack Kay (1999)
- Entropy - als Andy (1999)
- Anywhere But Here - als George Franklin (1999)
- Random Hearts - als Dick Montoya (1999)
- Blessed Art Thou - als Francis (2000)
- Company Man - als Officier Hickle (2000)
- Hemingway, The Hunter of Death - als Alex Smith (2001)
- Session 9 - als Bill Griggs (2001)
- Pharaoh's Heart - als Angelo (2002)
- Tempesta - als Taddeo Rossi (2004)
- American Violet - als Rechter Belmont (2008)
- Spotlight - als Peter Conley (2015)
- Turnover - als Peter (2019)
- Don't Look Up - als General Themes (2021)

## Televisiefilm
- Ephraim McDowell's Kentucky Ride (1981)
- Internal Affairs - als The Watcher (1988)
- Curiosity Kills - als Ortley (1990)
- The Great Pretender - als Martin Brinkman (1991)
- Darrow - als Bert Franklin (1991)
- Notorious - als Norman Prescott (1992)
- Those Secrets - als Leonard (1992)
- Dead Ahead: The Exxon Valdez Disaster - als Commandant Steve McCall (1992)
- Anna Lee: Headcase - als Dr. Frank (1993)
- Class of '61 (1993)
- Amelia Earhart: The Final Flight - als Paul Mantz (1994)
- September - als Conrad (1996)
- Path to Paradise: The Untold Story of the World Trade Center Bombing - als Lou Napoli (1997)
- Exiled - als Detective Sammy Kurtz (1998)
- Live from Baghdad - als Ed Turner (2002)
- Coyote Waits - als Jay Kennedy, FBI (2003)

## Televisieserie
- American Playhouse (Afl. Roanoak: Part 1, 1986)
- Crime Story - als Gestoorde Schutter (Afl. Hide and Go Thief, 1986)
- Spencer: For Hire - als Ross Bates (Afl. The Man Who Wasn't There, 1987)
- Katie & Allie - als Benny Rinaldi (Afl. My Day With Paul Newman, 1988)
- Wiseguy - als Calvin Hollis (3 afleveringen, 1988)
- Unsub - als Joe (Afl. White Bone Demon, 1989)
- Miami Vice - als John Baker/Milton Glantz (2 afleveringen, 1987-1989)
- The Equalizer - als Max Gorman (Afl. Heart of Justice, 1989)
- A Man Called Hawk - als Stan (Afl. Life After Death, 1989)
- Against the Law - als Shraker (Afl. Pilot, 1990)
- Law & Order - als Anthony Scalisi (Afl. Everybody's Favorite Bagman, 1990)
- Civil Wars - als Jerry Bennett (Afl. Pilot, 1991)
- Unnatural Pursuits - als Larry Leitz (Afl. I'm the Author, 1992)
- Fallen Angels - als Steve Prokowski (Afl. Dead End for Delia, 1993)
- M.A.N.T.I.S. - als Michael Rompath (Afl. Soldier of Misfortune, 1994)
- Central Park West - als Detective (2 afleveringen, 1996)
- The Burning Zone - als Dr. Arthur Glyndon (Afl. Pilot, 1996)
- New York Undercover - als Alex Pratt/Remmy Powers (2 afleveringen, 1994-1997)
- Ally McBeal - als Harold Lane (Afl. Theme of Life, 1998)
- Now and Again - als Ed Bernstadt (Afl. The Eggman Cometh, 2000)
- Secret Agent Man - als Roan Brubeck (12 afleveringen, 2000)
- Night Visions - als John (Afl. The Passenger List/The Bokor, 2001)
- Justice League - als The Warlord/Travis Morgan (Afl. Chaos at the Earth's Core, 2005)
- CSI: Crime Scene Investigation - als Jim Brass (317 afleveringen, 2000-2014)
- Star Trek: Discovery - als Carl (seizoen 3, aflevering 9: Terra Firma, 2020)

## Documentaire
- Looking for Richard - als Tweede Moordenaar (1996)

## Computerspel
- CSI: Crime Scene Investigation - als Jim Brass (Stem, 2003)
- CSI: Dark Motives - als Jim Brass (Stem, 2004)
- CSI: 3 Dimensions of Murder - als Jim Brass (Stem, 2006)
- CSI: Hard Evidence - als Jim Brass (Stem, 2007)
- Prototype - als Dr. Raymond McMullen (Stem, 2009)
- CSI: Deadly Intent - als Jim Brass (Stem, 2009)
- CSI: Fatal Conspiracy - als Jim Brass (Stem, 2010)